# دهستان رودشت شرقی
دهستان رودشت شرقی، یکی از دهستان‌های بخش رودشت شهرستان ورزنه در استان اصفهان ایران است.

## جمعیت
براساس سرشماری عمومی نفوس و مسکن در سال ۱۳۹۵، جمعیت دهستان رودشت شرقی برابر با ۴،۵۶۹ نفر بوده‌است.